# Емуртла (река)
Емуртла — река в России, протекает по Тюменской области. Устье реки находится в 526 км по правому берегу реки Тобол. Длина реки составляет 106 км. Площадь водосборного бассейна — 3430 км².
Высота устья — 55 м над уровнем моря.

## Притоки
- Курчигай, 68 км от устья Емуртлы
- Кизак, устье у д. Слободчики, 56 км от устья
- Кошаир, устье у д. Бердюгино, 45 км от устья
- Нерпа, 39 км от устья
- Скакунка, устье у д. Морево, 30 км от устья

## Населённые пункты
- Чащина (нежил.)
- Комиссарово
- Крашенинино
- Пантелеевка
- Суклем
- Слободчики
- Емуртла
- Бердюгино
- Стар. Нерпа
- Морево
- Петропавловка
- Короткова
- Буньково
- Осеева
- Бугорки (нежил.)
- Нов. Шадрина (нежил.)

## Данные водного реестра
По данным государственного водного реестра России относится к Иртышскому бассейновому округу, водохозяйственный участок реки — Тобол от города Курган до впадения реки Исеть, речной подбассейн реки — Тобол. Речной бассейн реки — Иртыш.
Код объекта в государственном водном реестре — 14010500412111200002470.